# Nicolas de Galliffet
Pour les autres membres de la famille, voir Famille de Galliffet.
Nicolas de Galliffet, seigneur du Tholonet et de Monbijou, né vers 1677 et mort la 19 décembre 1745 à Aix, est un officier de marine et aristocrate français du XVIIIe siècle. Après avoir d'abord servi sur terre il entre dans la Marine du Roi où il acquiert la « réputation d'un des plus braves & meilleurs Officiers de Sa Majesté par la quantité de campagnes qu'il a faites & de combats qu'il a livrés aux ennemis de l'État d'où il est sorti toujours victorieux avec des prises considérables & souvent avec des vaisseaux inférieurs. » Il termine sa carrière major de la ville de Toulon et chef d'escadre des armées navales.

## Biographie

### Origines et famille
Nicolas de Galiffet descend de la maison de Galliffet, en latin de Galliffeti, une ancienne famille noble originaire du Dauphiné et connue depuis le début du XIVe siècle. Sa branche aînée, dont sont issus les princes de Martigues se fixe en Provence au XVIe siècle.
Il est le fils de Jacques III de Galliffet, seigneur du Tholonet (1620-† 1694) et de sa femme Marguerite d'Augustine de Septesmes. Son père est président à mortier au Parlement d'Aix. Sa mère est veuve en premières noces de Bruno de Villages, seigneur de La Grande Bastide. Il est par sa mère lié au clan des Forbin et des Vento. Les d'Augustine de Septesmes sont maintenus nobles à Marseille en 1667 et donneront par la suite plusieurs officiers supérieurs à la Marine française.

### Carrière militaire
Après avoir d'abord servi sur terre, il entre dans la Marine du Roi où il passe par tous les grades. Il intègre une compagnie de gardes de la Marine en mai 1684 sous les ordres du frère de sa mère Jean-Baptiste d'Augustine de Septèmes, alors capitaine de vaisseau et futur chef d'escadre. Sous-brigadier des gardes en 1687, il est promu enseigne de vaisseau en 1691. En 1701, il rédige un Mémoire sur les forts de la rivière de Lisbonne. Il est promu aide-major en 1703 au début de la guerre de Succession d'Espagne, puis lieutenant de vaisseau en 1712.
Il s'acquitte avec honneur de plusieurs missions importantes que lui confie le roi auprès de la Cour de Portugal et est promu capitaine de vaisseau en 1731, il commande la frégate La Flore dans une campagne au Levant et mène un combat victorieux. Le 21 février 1731, le roi lui accorde une pension de 800 livres.
En 1735, commandant la frégate La Flore montée de 20 pièces de canon, il prend après un combat de 4 heures un vaisseau sous pavillon impérial armé en course et monté de 40 canons au large de l'île de Cerigo. Il est fait Chevalier de Saint-Louis. Nommé Major du port de Toulon, la pension qui lui avait été accordée en 1731 est augmentée le 1er juillet 1743. Il est nommé chef d'escadre des Armées Navales par provisions du 15 décembre 1744. Il profite pas longtemps de cette nomination puisqu'il meurt un an plus tard, le 19 décembre 1745, à Aix, dans sa soixante-dix huitième année.
Il ressemble beaucoup à ces chefs d'escadre du règne de Louis XV. Leur promotion est la récompense ultime d'une longue vie au service du Roi et de la marine, elle n'est pas liée, à part quelques exceptions, au commandement d'une flotte ou d'un port. Elles font le contrepoids des nominations de cour. L'élévation de Galliffet est peut-être l'effet de l'influence grandissante des Galliffet à Paris et à la Cour, il est aussi d'une famille parlementaire aixoise puissante et riche, enfin il est le prolongement du clan marseillais d'Augustine de Septèmes.

## Mariage et descendance
Il épouse en mars 1707 Éléonore de Boery (morte en 1721), fille de Thomas de Boery et de Marguerite de Macadré. De cette union naissent deux fils et onze filles, dont un grand nombre seront religieuses : 
- Simon-Alexandre-Jean, Conseiller du Roi en ses Conseils, président au Parlement de Provence. Il fait construire l'hôtel de Galliffet à Paris ;
- Louis, seigneur de la Cour de Grigneville et de la Popinière, major au régiment de Cavalerie de la Reine le 8 décembre 1753, il est fait chevalier de Saint-Louis le 18 avril l758 et gratifié de plusieurs pensions en considération de ses services et des blessures qu il a reçues. Il se retire du service en 1759 et épouse le 29 avril 1765 Anne Marguerite de Soumande ;
- Marguerite, Abbesse du Chambon ;
- Susanne, morte en bas âge ;
- Lucrèce, morte en bas âge ;
- Marie, elle épouse en 1737 Marie Antoine de Moricaud, seigneur de Soleilhas ;
- Madeleine, morte en bas âge;
- Elisabeth, abbesse de Gourjean à Clermont-Lodève ;
- Dorothée, morte en bas âge ;
- Gabrielle, morte Religieuse à l'Abbaye de Saint-Barthelemi à Aix ;
- Polyxène, morte religieuse Ursuline à Pertuis ;
- Hélène, morte religieuse au même monastère ;
- Louise, morte en bas âge.

### Sources et bibliographie
- François-Alexandre de La Chenaye-Aubert, Dictionnaire de la noblesse, contenant les généalogies, l'histoire et la chronologie des familles nobles de France, Paris, chez la veuve Duchesne, 1774 (lire en ligne)
- Antoine Marie d' Hozier de Serigny, Armorial général de la France, Paris, Collombat, 1764 (lire en ligne), p. 566
- Frédéric d' Agay, La Provence au service du roi (1637-1831) : Officiers des vaisseaux et des galères, t. 1, Honoré Champion, 1er mars 2011 (lire en ligne), p. 329